# Liste der Botschafter der Vereinigten Staaten in Kroatien
Die Liste der Botschafter der Vereinigten Staaten in Kroatien bietet einen Überblick über die Leiter der US-amerikanischen diplomatischen Vertretung in Kroatien seit der Aufnahme diplomatischer Beziehungen. Seit Januar 2021 ist die Position des Botschafters vakant, die Botschaft in Zagreb wird von der Geschäftsträgerin Victoria J. Taylor geleitet.

## Botschafter
| Amtszeit  | Name                | Anmerkung                                                                              |
| --------- | ------------------- | -------------------------------------------------------------------------------------- |
| 1993–1998 | Peter W. Galbraith  |                                                                                        |
| 1998–2000 | William Montgomery  |                                                                                        |
| 2000–2003 | Lawrence G. Rossin  |                                                                                        |
| 2003–2006 | Ralph Frank         |                                                                                        |
| 2006–2009 | Robert Bradtke      |                                                                                        |
| 2009–2012 | James Brendan Foley |                                                                                        |
| 2012–2015 | Kenneth H. Merten   |                                                                                        |
| 2015–2017 | Julieta Valls Noyes | seit 2022 Assistant Secretary of State for Population, Refugees, and Migration der USA |
| 2018–2021 | W. Robert Kohorst   |                                                                                        |